# 大崎下島広域農道
大崎下島広域農道（おおさきしもじまこういきのうどう）は、広島県呉市豊島と愛媛県今治市岡村島を結ぶ全長9.8kmの広域農道である。安芸灘諸島連絡架橋の一部を構成し、「安芸灘オレンジライン」の愛称を持つ。
- 起点：広島県呉市豊浜町大字豊島　広島県道354号豊島線との分岐点。
- 終点：愛媛県今治市関前岡村　愛媛県との県境部分。

## 通過市町村
- 広島県呉市（豊島 - 大崎下島 - 平羅島 - 中ノ島）
- 愛媛県今治市（岡村島）

## 通過する橋

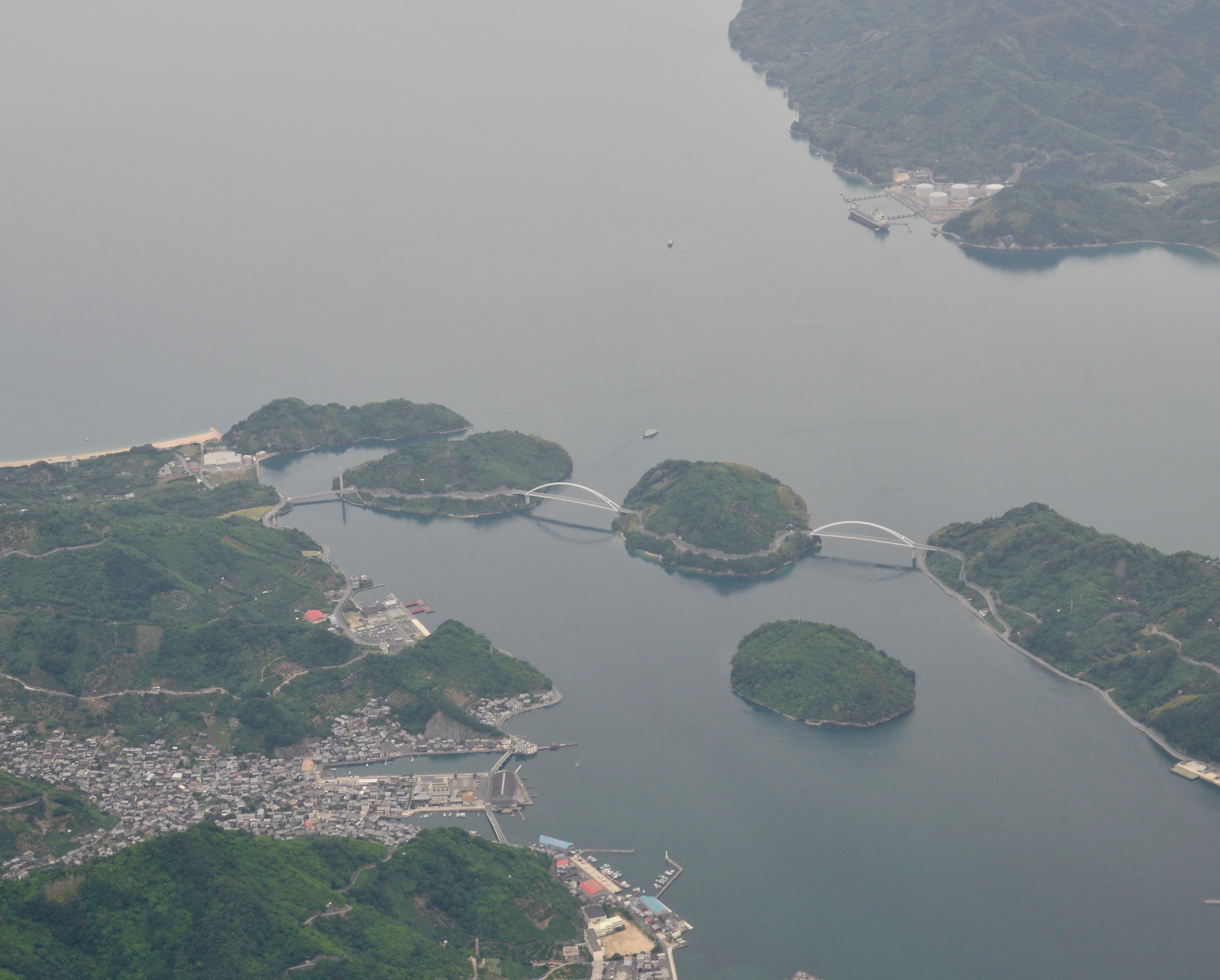
左から平羅橋、中の瀬戸大橋、岡村大橋

- 豊浜大橋：豊島 - 大崎下島
- 平羅橋：大崎下島 - 平羅島
- 中の瀬戸大橋：平羅島 - 中ノ島
- 岡村大橋：中ノ島 - 岡村島

## 重複
- 広島県道355号大崎下島循環線：大崎下島内5.3キロ

## 接続
- 広島県道354号豊島線
- 愛媛県道177号大下白潟線

## 歴史
- 1992年（平成4年）11月30日：豊浜大橋供用開始。
- 1995年（平成7年）：中の瀬戸大橋供用開始。
- 1998年（平成10年）11月6日：岡村大橋供用開始。